# Джерело (заказник)
Джерело — гідрологічний заказник місцевого значення. Об'єкт розташований на території Звенигородського району Черкаської області, село Шевченкове.
Площа — 0,9 га, статус отриманий у 1998 році.
Охороняється комплекс водно-болотних угідь з типовою рослинністю